# Glenavon FC
Der Glenavon FC ist ein nordirischer Fußballverein aus Lurgan (County Armagh). Er spielt in der NIFL Premiership, der höchsten Spielklasse in Nordirland. Der Verein wurde 1889 gegründet und trägt seine Heimspiele seit 1895 im Mourneview Park aus. Seine bisher erfolgreichste Zeit erlebte der Klub in den 1950er und frühen 1960er Jahren, als man insgesamt 14 Titel gewann, darunter alle drei Meistertitel.

## Geschichte

### Gründung
Der Glenavon FC wurde im November 1889 im Eskdales Public House in Lurgan von einer Handvoll ortsansässiger Fußballenthusiasten aus der Taufe gehoben. Der Name des Vereins wurde der einige Monate zuvor aufgelösten lokalen Vorgängermannschaft Glenavon Rovers entliehen. In den ersten Jahren trug der Klub seine Begegnungen an wechselnden Orten aus, ehe 1895 der Mourneview Park in Lurgan schließlich als permanente Heimstätte des Vereins angemietet wurde. Das Stadion ist seitdem mehrmals umgebaut worden.

### Frühe Jahre bis 1949
Nachdem man sich zunächst der Alliance League und später dann der Junior League angeschlossen hatte, wurde der Glenavon FC im Jahr 1911 nach dem zwischenzeitlichen Ausscheiden des Dubliner Fußballvereins Bohemians in die Irish League aufgenommen, seinerzeit die oberste Spielklasse des Landes. 1913 wurde der Verein in eine haftungsbeschränkte Gesellschaft mit einem Grundkapital von 500 Pfund Sterling umgewandelt. Die Gesellschaft konnte sich trotz des kurz darauf folgenden Ersten Weltkriegs zumindest in finanzieller Hinsicht über Wasser halten.
Im Jahr 1921 gewannen die Lurgan Blues mit dem City Cup schließlich den ersten größeren Titel der Vereinsgeschichte, während man im selben Jahr die Liga als Vizemeister abschließen und zum ersten Mal überhaupt in das Finale des Irish Cup einzog. Das Endspiel ging jedoch mit 0:2 gegen den Glentoran FC verloren. Schon in der darauffolgenden Spielzeit erreichte Glenavon abermals das Pokalfinale, musste aber nach einer erneuten 0:2-Niederlage dem Linfield FC den Vortritt lassen. Abgesehen davon blieb der Verein in den Zwischenkriegsjahren ohne weitere nennenswerte Erfolge.
1924 wurde der zunächst angemietete Grund des Mourneview Park vollständig erworben. Knapp ein Jahr nach Begehen des 50. Jahrestags der Gründung im Jahre 1939 zog sich der Verein aufgrund des Zweiten Weltkriegs und der damit einhergehenden Suspension des Ligabetriebs ins Amateurlager zurück, gehörte aber mit Wiederaufnahme der Irish League im Jahr 1947 wieder dem Oberhaus des nordirischen Fußballs an. In einem 1949 ausgetragenen Freundschaftsspiel gegen den FC Aberdeen in dessen Pittodrie Stadium, zu dem man als erste Mannschaft der Irish League per Flugzeug anreiste, schlug sich Glenavon wacker und erreichte gegen die schottische Mannschaft am Ende ein 0:0.

### 1950er Jahre
Die 1950er und frühen 1960er Jahre waren für Lurgan die erfolgreichste Phase in der Vereinsgeschichte. In weniger als zehn Jahren machte sich der Glenavon FC mit insgesamt 14 Titeln über Nordirland hinaus einen Namen. Zeitweise waren bis zu neun Stammspieler Glenavons gleichzeitig Nationalspieler und stachen als beste Akteure der Liga aus der Masse heraus. Persönlichkeiten wie Wilbur Cush, Jackie Denver oder der von Belfast Celtic nach Lurgan gekommene Jimmy Jones reiften in dieser Zeit faktisch zu Legenden, die den Fußball in Nordirland in der Folge maßgeblich prägten. In der Saison 1951/52 errang Glenavon als erster außerhalb von Belfast angesiedelter Verein die Meisterschaft in der Irish League.
Der Klub wurde 1957, nunmehr unter der Führung von Jimmy McAlinden, erneut Meister und sicherte sich am 13. April 1957 im Pokalfinale durch ein 2:0 über Derry City als erstes Team außerhalb Belfasts sogar das Double, nachdem man zwei Jahre zuvor im Irish Cup noch am Dundela FC gescheitert war. Im selben Jahr durfte Glenavon als erster Verein überhaupt die Irish League auf europäischer Ebene repräsentieren, als man im Europapokal der Landesmeister gegen den dänischen Verein Aarhus GF antrat. Obwohl die Lurgan Blues im Hinspiel in Dänemark mit einem torlosen Unentschieden zunächst mithalten konnten, unterlag man schließlich im Belfaster Windsor Park mit 0:3. Im Jahr 1959 hielt die Mannschaft den Irish Cup erneut in den Händen, nachdem Finalgegner Ballymena United im Wiederholungsspiel durch Tore von Sammy Wilson und Sammy Magee sowie nicht zuletzt dank eines von Torhüter Roy Rea parierten Elfmeters mit 2:0 hatte besiegt werden können.

### 1960er Jahre
Am Ende der Saison 1959/60 stand Glenavon zum dritten Mal als nordirischer Meister fest. Obwohl sich der Klub damit erneut für den Europapokal der Landesmeister qualifiziert hatte, erklärte Glenavon am Ende jedoch seinen Verzicht auf die Teilnahme, nachdem den Spielern des als Gegner vorgesehenen SC Wismut Karl-Marx-Stadt die Einreise ins Vereinigte Königreich verweigert worden war und man vonseiten des Vereins das Heimspiel wiederum nicht in einem Drittland austragen wollte. Die beiden Spiele wurden als Freundschaftsspiele 2024 und 2025 gegen den Nachfolgeverein FC Erzgebirge Aue „nachgeholt“.
Der entgangene Auftritt in einem europäischen Bewerb wurde jedoch schon im darauffolgenden Jahr durch den abermaligen Gewinn des Irish Cup vergessen gemacht. Denn nach einem denkwürdigen 5:1-Sieg gegen Linfield im Pokalfinale durfte Glenavon – übrigens wiederum als erster Verein der Irish League – im Europapokal der Pokalsieger antreten, wo man allerdings am englischen Vertreter Leicester City scheiterte.
In den folgenden Jahren wurde es ruhiger um das Team aus Lurgan. Auch in der Liga fiel Glenavon nicht gerade durch überdurchschnittliche Leistungen auf, hielt sich aber meist recht gut im Mittelfeld der Tabelle. Im April 1965 erreichte man zwar noch einmal das Finale des Irish Cup, ging nach einer 1:2-Niederlage gegen den Coleraine FC allerdings leer aus. Im Jahr 1968 trat Jimmy McAlinden, der mit 15 gewonnenen Titeln bis heute erfolgreichsten Trainer des Glenavon FC, nach 14 Jahren vom Traineramt zurück.

### 1970er Jahre
In der ersten Hälfte der 1970er Jahre hatte der Glenavon FC zumeist eher glanzlose Spielzeiten zu überstehen. Diese eher erfolglose Periode fand in der Saison 1975/76 mit dem vorletzten Platz ihren Tiefpunkt, als mit nur vier Siegen sogar der Klassenerhalt auf dem Spiel stand. Doch die Mannschaft kämpfte sich innerhalb nur eines Jahres zurück und krönte ihre beeindruckende Leistung hinter dem Glentoran FC mit dem Titel des Vizemeisters.
Damit qualifizierte sich Glenavon zum ersten Mal für den UEFA-Pokal, in dessen erster Runde man im September 1977 dem späteren Sieger PSV Eindhoven gegenüberstand. Obwohl die Rollenverteilung von vornherein klar war, konnte man der Übermacht des niederländischen Spitzenklubs immerhin zwei Treffer entgegensetzen. Das Team ging bei seiner europäischen Premiere im heimischen Mourneview Park am Ende aber mit 2:6 unter, ehe man im Rückspiel in Eindhoven mit 5:0 ein weiteres Mal unter die Räder kam.
Nach einem dritten Platz in der Saison 1977/78 brachte sich der Klub im Jahr 1979 ein weiteres Mal als Vizemeister hinter Linfield für den UEFA-Pokal in Stellung. Hatte man sich zwei Jahre zuvor noch erfolglos gegen die fällige Deklassierung durch den PSV Eindhoven gestemmt, konnte man nunmehr mit dem belgischen Vertreter Standard Lüttich lange Zeit mithalten, musste sich aber letztlich in beiden Begegnungen jeweils knapp und mit nur einem Gegentor geschlagen geben.

### 1980er Jahre
Nach den beiden Vizemeisterschaften gegen Ende der 1970er-Jahre warteten ab 1980 wieder magere Jahre auf den Anhang im Mourneview Park. Der Klub aus Lurgan bot über die längste Zeit der 1980er-Jahre nur biederes Mittelmaß und konnte nur noch punktuell für Höhepunkte sorgen. So schaffte es Glenavon 1981 immerhin noch bis ins Pokalfinale gegen Ballymena United, wo sich die Mannschaft aber nach 90 Minuten und nur einem Gegentreffer mit der Rolle des Zweiten begnügen musste.
Nach längerer Abstinenz erreichten die Lurgan Blues dann erst wieder im Jahr 1988 das Entscheidungsspiel um den Irish Cup gegen Glentoran. Die Mannschaft verfehlte den Pokalerfolg jedoch erneut dank eines einzigen Gegentors. Am Ende des Jahrzehnts stand in Lurgan nur der zweimalige Gewinn des regional ausgetragenen Mid-Ulster Cup auf der Habenseite, wobei man 1988 im selben Bewerb nach einer 1:2-Niederlage gegen die Dungannon Swifts den dritten Titel nur um Haaresbreite verpasst hatte.

### 1990er Jahre
Erst ab dem Jahr 1990 konnten die Lurgan Blues zumindest im Ansatz wieder an die Erfolge der glorreichen 1950er-Jahre anschließen. Bis zur Saison 1997/98 erreichte man immerhin vier Mal das Pokalfinale, zwischen 1996 und 1998 sogar drei Mal in Folge, während man in der Liga dreimal bis zuletzt um den Titel mitspielen konnte.

## Erfolge
- Irish League: 3
  - 1951/52, 1956/57, 1959/60

- Irish Cup: 7
  - 1956/57, 1958/59, 1960/61, 1991/92, 1996/97, 2013/14, 2015/16

- Irish League Cup: 1
  - 1989/90

- Charity Shield: 2
  - 1992, 2016

- City Cup: 5
  - 1920/21, 1954/55, 1955/56, 1960/61, 1965/66

- Gold Cup: 4
  - 1954/55, 1956/57, 1990/91, 1997/98

- Ulster Cup: 3
  - 1954/55, 1958/59, 1962/63

- North South Cup: 1
  - 1962/63

- Co. Antrim Shield: 2
  - 1990/91, 1995/96

- Mid Ulster Cup: 6
  - 1983/84, 1988/89, 1990/91, 1996/97, 1998/99, 2004/05

- Intermediate Cup: 1
  - 2004/05

## Europapokalbilanz
| Saison  | Wettbewerb                    | Runde                  | Gegner                  | Gesamt    | Hin     | Rück    |
| ------- | ----------------------------- | ---------------------- | ----------------------- | --------- | ------- | ------- |
| 1957/58 | Europapokal der Landesmeister | Vorrunde               | Aarhus GF               | 0:3       | 0:0 (A) | 0:3 (H) |
| 1960/61 | Europapokal der Landesmeister | Vorrunde               | Wismut Karl-Marx-Stadt  | 1         |         |         |
| 1961/62 | Europapokal der Pokalsieger   | 1. Runde               | Leicester City          | 2:7       | 1:4 (H) | 1:3 (A) |
| 1977/78 | UEFA-Pokal                    | 1. Runde               | PSV Eindhoven           | 02:11     | 2:6 (H) | 0:5 (A) |
| 1979/80 | UEFA-Pokal                    | 1. Runde               | Standard Lüttich        | 0:2       | 0:1 (H) | 0:1 (A) |
| 1988/89 | Europapokal der Pokalsieger   | 1. Runde               | Aarhus GF               | 2:7       | 1:4 (H) | 1:3 (A) |
| 1990/91 | UEFA-Pokal                    | 1. Runde               | Girondins Bordeaux      | 0:2       | 0:0 (H) | 0:2 (A) |
| 1991/92 | Europapokal der Pokalsieger   | 1. Runde               | Tampereen Ilves         | (a)4:4(a) | 3:2 (H) | 1:2 (A) |
| 1992/93 | Europapokal der Pokalsieger   | 1. Runde               | Royal Antwerpen         | 0:1       | 0:0 (H) | 0:1 (A) |
| 1995/96 | UEFA-Pokal                    | Vorrunde               | FH Hafnarfjörður        | 1:0       | 0:0 (H) | 1:0 (A) |
| 1995/96 | UEFA-Pokal                    | 1. Runde               | Werder Bremen           | 0:7       | 0:2 (H) | 0:5 (A) |
| 1997/98 | Europapokal der Pokalsieger   | Qualifikation          | Legia Warschau          | 1:5       | 1:1 (H) | 0:4 (A) |
| 2000    | UEFA Intertoto Cup            | 1. Runde               | Slaven Belupo           | 1:4       | 1:1 (H) | 0:3 (A) |
| 2001/02 | UEFA-Pokal                    | Qualifikation          | FC Kilmarnock           | 0:2       | 0:1 (H) | 0:1 (A) |
| 2014/15 | UEFA Europa League            | 1. Qualifikationsrunde | FH Hafnarfjörður        | 2:6       | 0:3 (A) | 2:3 (H) |
| 2015/16 | UEFA Europa League            | 1. Qualifikationsrunde | FK Schachzjor Salihorsk | 1:5       | 1:2 (H) | 0:3 (A) |
| 2016/17 | UEFA Europa League            | 1. Qualifikationsrunde | KR Reykjavík            | 1:8       | 1:2 (A) | 0:6 (H) |
| 2018/19 | UEFA Europa League            | 1. Qualifikationsrunde | Molde FK                | 3:6       | 2:1 (H) | 1:5 (A) |

Gesamtbilanz: 34 Spiele, 3 Siege, 6 Unentschieden, 25 Niederlagen, 20:79 Tore (Tordifferenz −59)